# José Mendes Cabeçadas
José Mendes Cabeçadas Júnior OTE • ComA • MPCE (Loulé, São Clemente, Lagoa de Momprolé, 19 de agosto de 1883 – Lisboa, São João de Deus, 11 de junho de 1965) foi um oficial da Armada Portuguesa, maçon e político republicano convicto, que teve um papel decisivo na preparação dos movimentos revolucionários que conduziram à criação e à extinção da Primeira República Portuguesa: a revolução de 5 de Outubro de 1910 e o golpe de 28 de Maio de 1926. Exerceu o cargo de 9.º Presidente da República Portuguesa (o 1.º da Ditadura Militar) e de presidente do Ministério (Primeiro-Ministro). Afastado do poder pela estabilização do regime à direita e pelo salazarismo, transformou-se num feroz opositor da autocracia de Óscar Carmona e de Oliveira Salazar, conspirando em, pelo menos, duas tentativas insurreccionais (1946 e 1947). Como derradeiro gesto político, subscreveu o Programa para a Democratização da República (1961).

## Biografia
Filho de José Mendes Cabeçadas e de sua mulher Maria da Graça Guerreiro, neto paterno de João Mendes Cabeçadas, oriundo da Quinta das Cabeçadas, e de sua mulher Joana Maria e neto materno de João Nunes Guerreiro e de sua mulher Maria da Graça. Casou em Lisboa, Santa Isabel, em 23 de março de 1911 com Maria das Dores Formosinho Vieira, (Silves, 6 de janeiro de 1880 – Lisboa, São Jorge de Arroios, 22 de dezembro de 1949), filha de José Francisco Vieira e de sua mulher Maria das Dores Formosinho, da qual teve quatro filhas: Maria José Vieira Cabeçadas (fevereiro de 1912 - 2000), Maria Dolores Vieira Cabeçadas (1913 - 2011), Maria da Graça Vieira Cabeçadas (1915 - 2016) e Raquel Vieira Cabeçadas (1919 - 1935).
Oficial da Marinha, foi um dos responsáveis pela revolta a bordo do Adamastor, durante a Implantação da República Portuguesa. Pertenceu ao Partido da União Republicana e ao Partido Liberal Republicano, tendo sido Deputado da Assembleia Nacional Constituinte de 1911 e da Câmara dos Deputados do Congresso da República por Silves de 1911 a 1915, 1915 a 1917 e em 1921.
Fez parte da Maçonaria, tendo sido iniciado na Loja Pureza em 1911. Havendo-lhe sido oferecidas diversas condecorações, aceitou apenas a Medalha de Prata de Comportamento Exemplar. A 11 de março de 1919 foi feito Comendador da Ordem Militar de São Bento de Avis de Portugal. Foi Presidente da Comissão de Obras de Construção do Arsenal, Presidente da Junta Autónoma do Arsenal, Intendente da Marinha Portuguesa e 2.º Governador do Banco de Angola. No entanto, cedo se desiludiu com o regime que ajudara a criar.

Retrato oficial do Presidente Mendes Cabeçadas (1957), por Romano Esteves. Museu da Presidência da República.

Em 1926, sendo Capitão-de-Fragata, dá o grito de revolta da Revolução de 28 de Maio de 1926 em Lisboa, depois de em Braga Gomes da Costa ter tomado idêntica atitude. A 29 de maio de 1926 foi feito Oficial da Antiga e Muito Nobre Ordem Militar da Torre e Espada, do Valor, Lealdade e Mérito de Portugal. O primeiro-ministro António Maria da Silva demite-se, e poucos dias depois, a 30/31 de maio, o presidente Bernardino Machado atribui-lhe a chefia de um novo ministério, assim como de todas as suas pastas, presidindo ao Governo, tendo sido Ministro das Finanças a 30 de maio, Ministro dos Negócios Estrangeiros de 30 de maio a 1 de junho e, novamente, Ministro das Finanças a 1 de junho. Nesse mesmo dia, o Presidente renuncia às suas funções, passando Mendes Cabeçadas a acumular o cargo de Presidente da República com o de Presidente do Ministério.
Mendes Cabeçadas, revolucionário de uma linha moderada, julgava ainda ser possível constituir um governo que não pusesse em causa o regime constitucional, mas apenas livre da nefasta influência do Partido Democrático. No entanto, os demais conspiradores (entre os quais Gomes da Costa e Óscar Carmona) julgaram-no como sendo incapaz e, no fundo, o último vestígio do regime constitucional da I República. Após uma reunião dos revoltosos no seu quartel-general em Sacavém, a 17 de junho de 1926, Mendes Cabeçadas foi forçado a renunciar às funções de presidente da República e de presidente do Ministério a favor de Gomes da Costa.
Atingiu o posto de Contra-Almirante em 1930.
Mais uma vez passou a apoiar os oposicionistas, tendo-se envolvido em várias revoltas, nomeadamente na Revolta da Mealhada em 10 de outubro de 1946, e subscrito até manifestos contra a ditadura, até à sua morte, em 1965.
Faleceu no dia 11 de junho de 1965 na sua casa na Avenida Almirante Reis, na freguesia de São João de Deus em Lisboa, vitimado por um cancro do pulmão. Está sepultado no Cemitério dos Prazeres.
Foi tio-bisavô de José Manuel Garcia Mendes Cabeçadas.